# 中国科学院化学研究所
中国科学院化学研究所（以下简称“化学所”）是中国科学院早期成立的研究所之一，成立于1956年，所址地处北京市海淀区中关村。化学所的研究领域涵盖大部分化学二级学科，是一个综合性多学科的大型研究所，现有在职职工605人，流动人员（主要为博士或硕士研究生）1000余人，其中有中国科学院院士九人。
化学所的SCI收录论文篇数和被引用篇数连续8年位居中国大陆科研机构第一名。

## 事故
2021年3月31日，化学所发生爆炸事故，致一人死亡。

## 图集

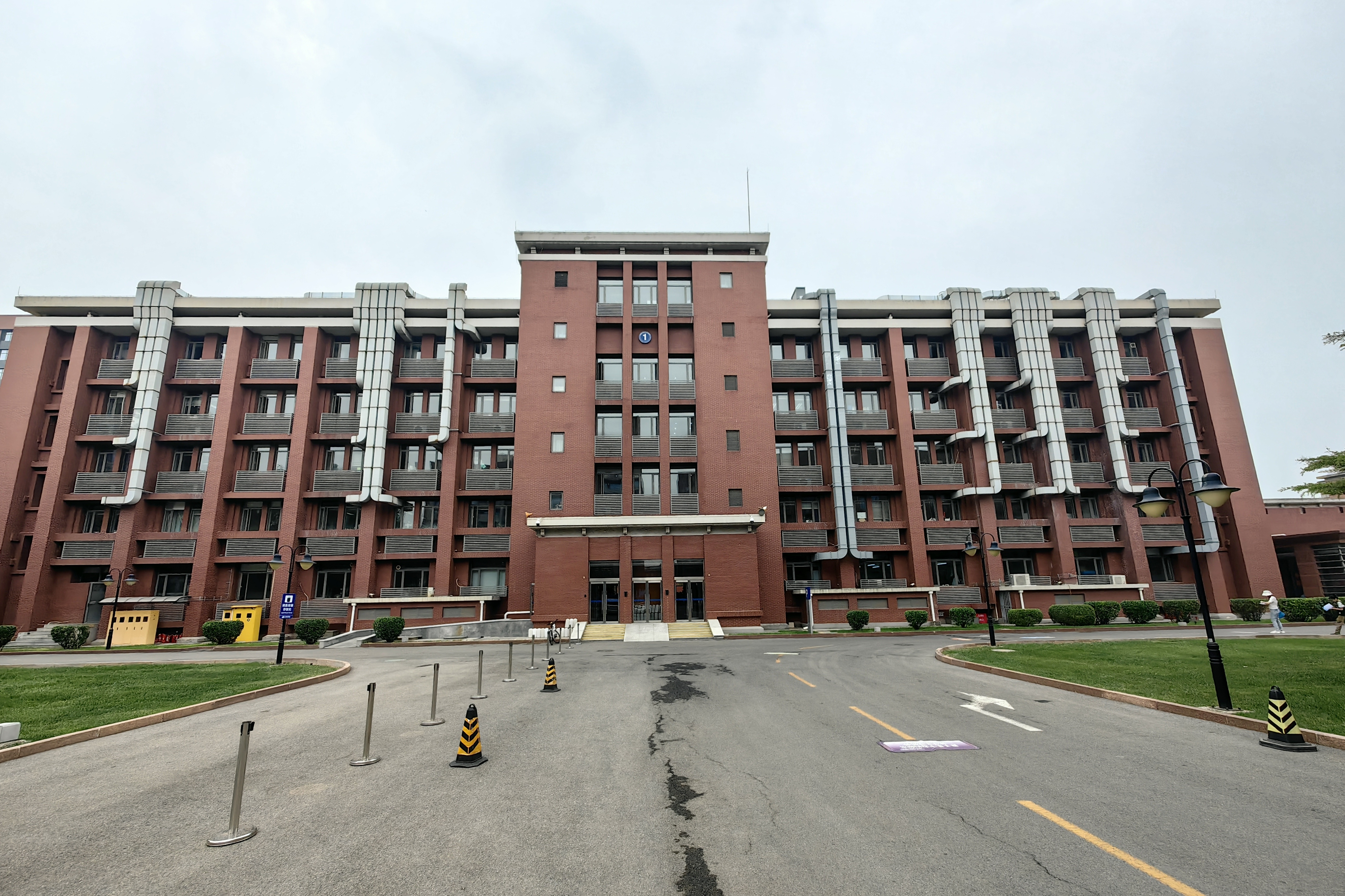
1号楼，最右边是大礼堂
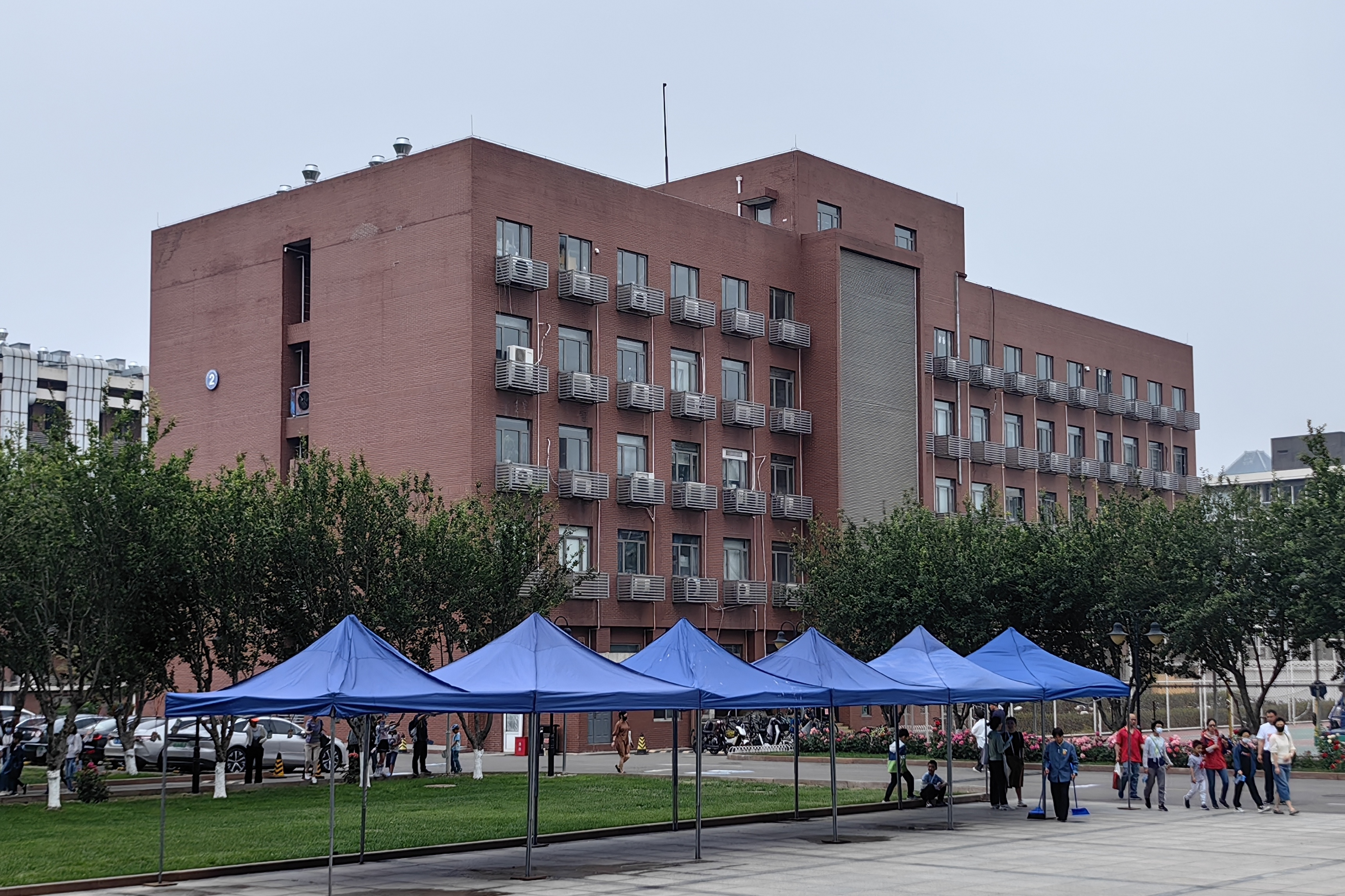
2号楼
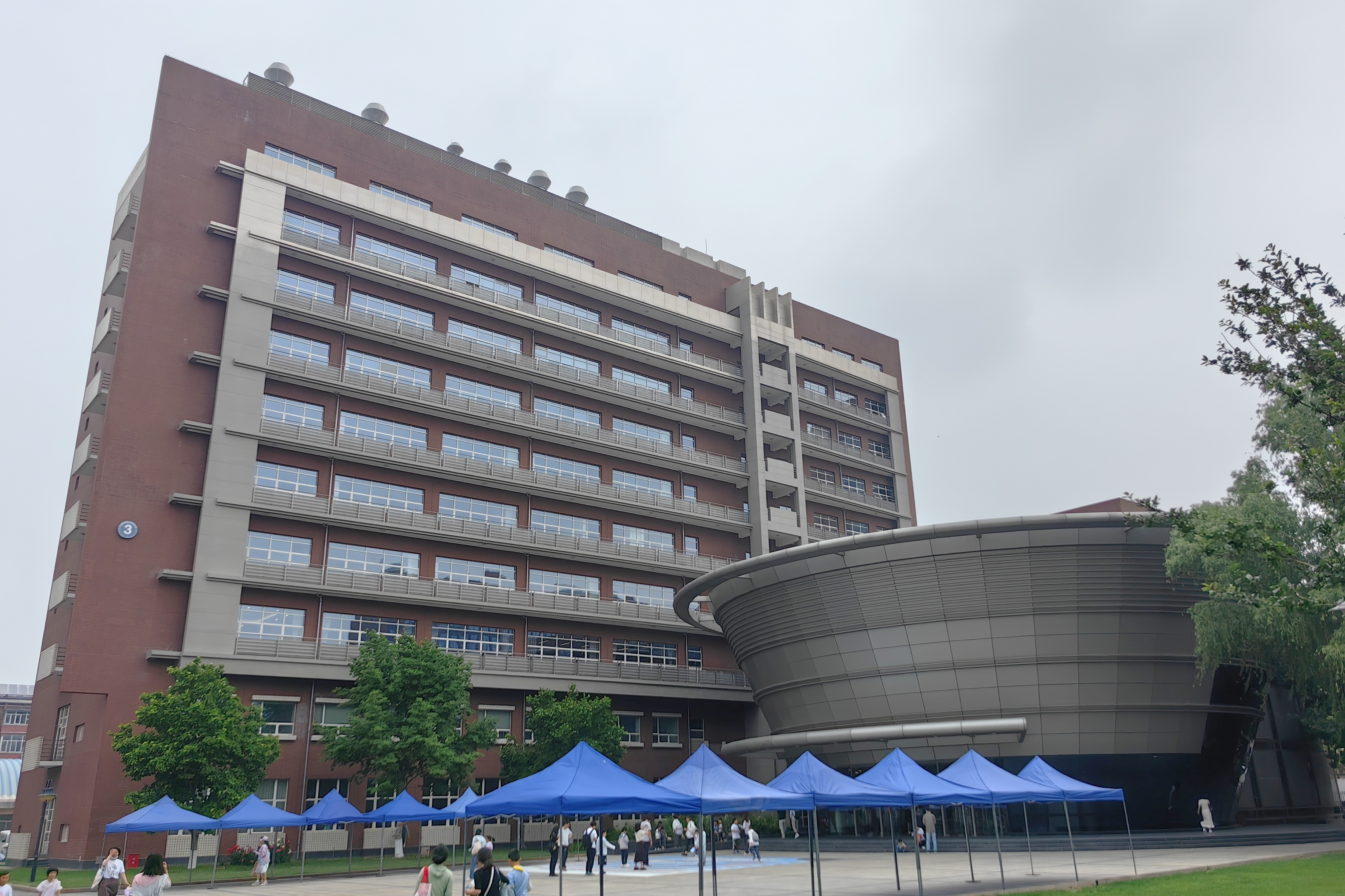
3号楼
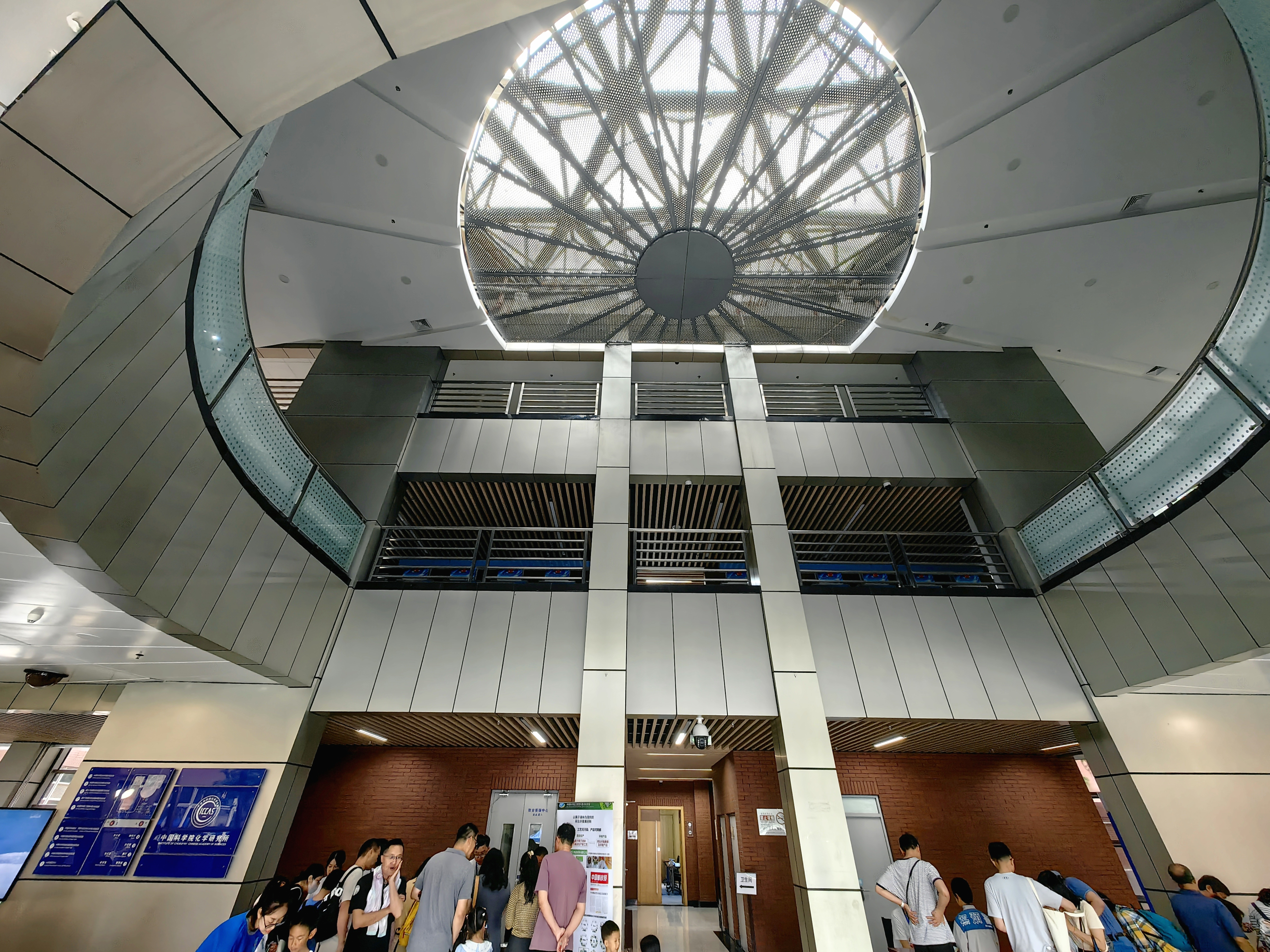
3号楼一楼大厅
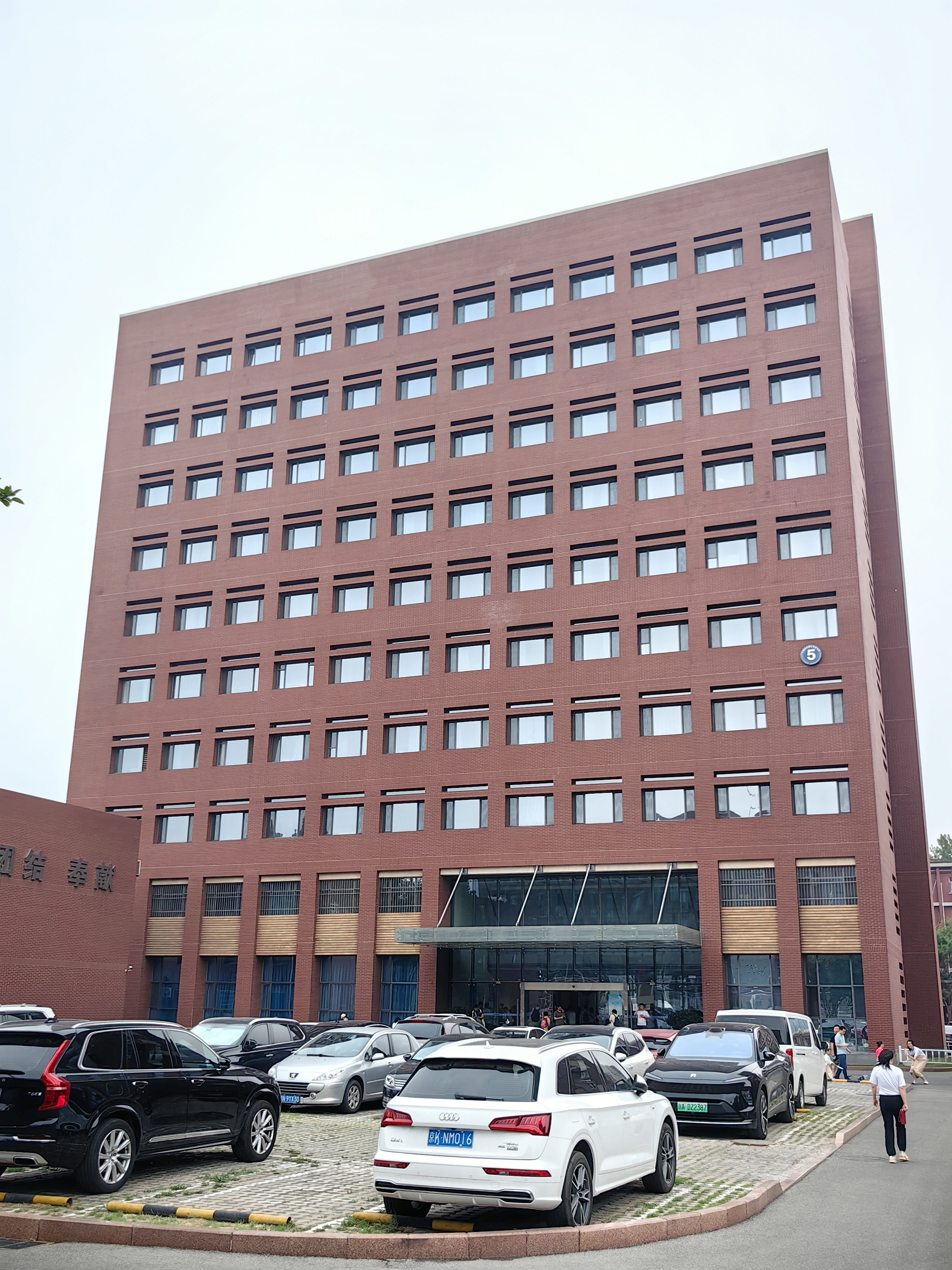
5号楼
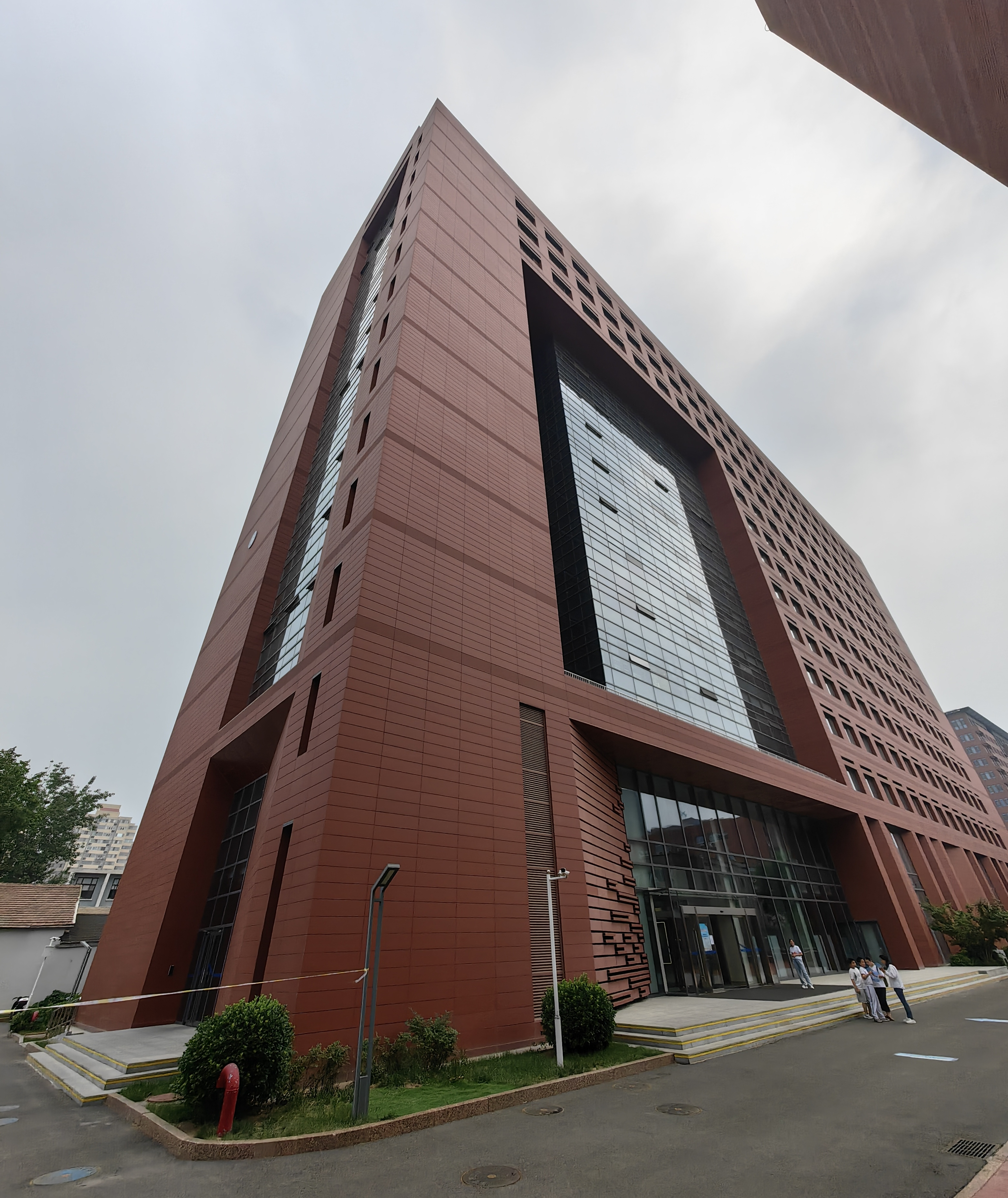
6号楼
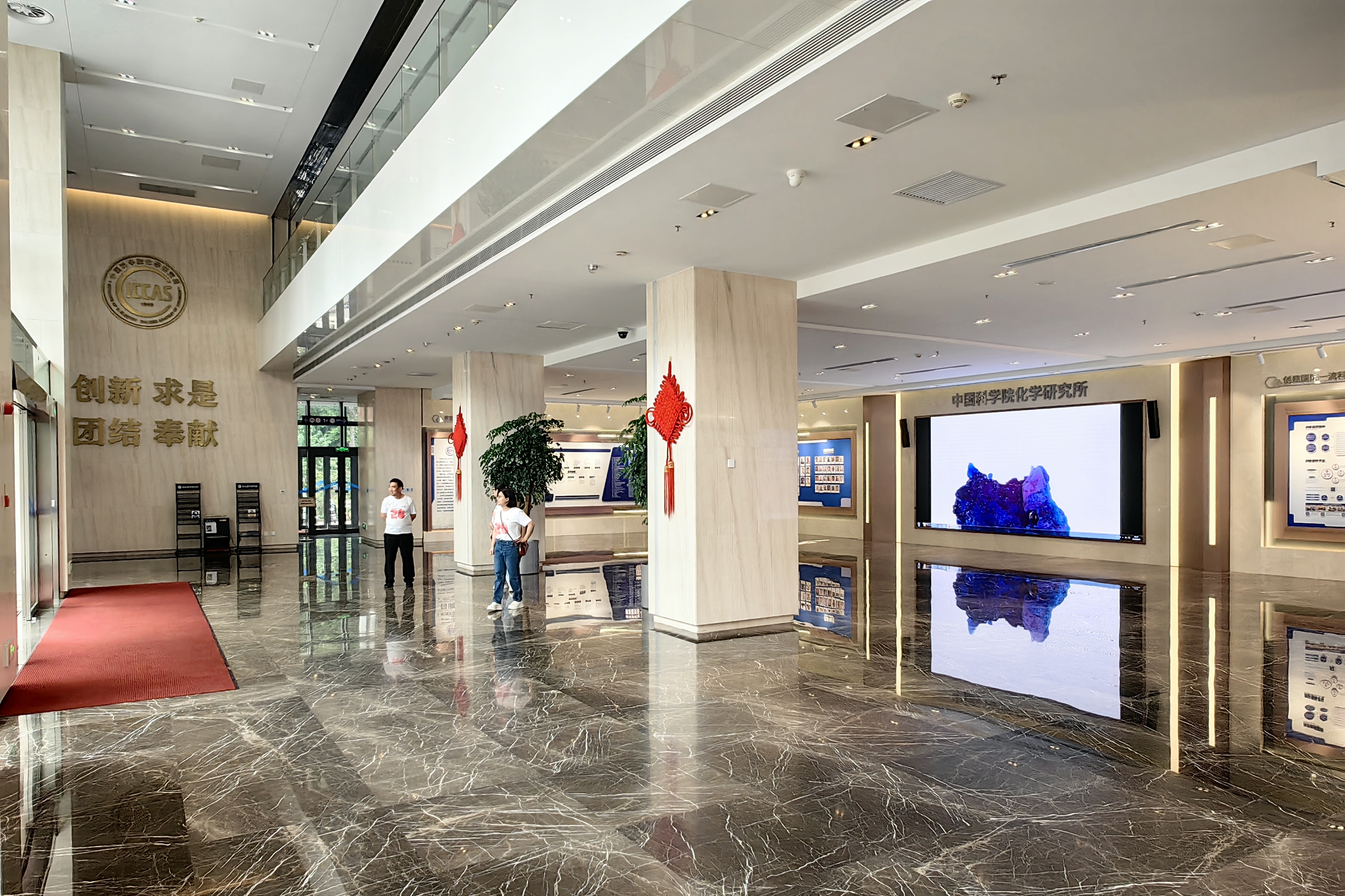
6号楼大厅
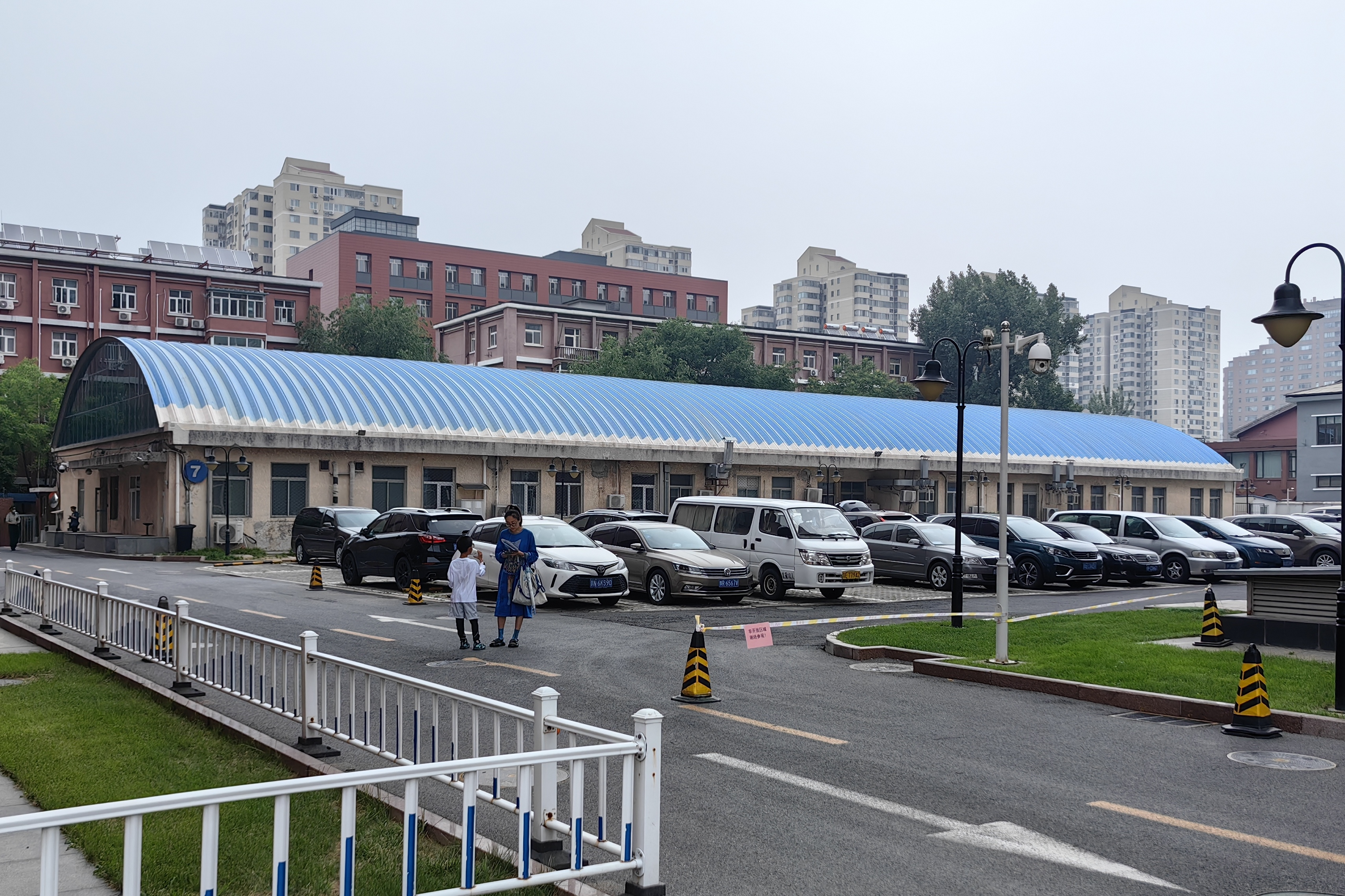
7号楼
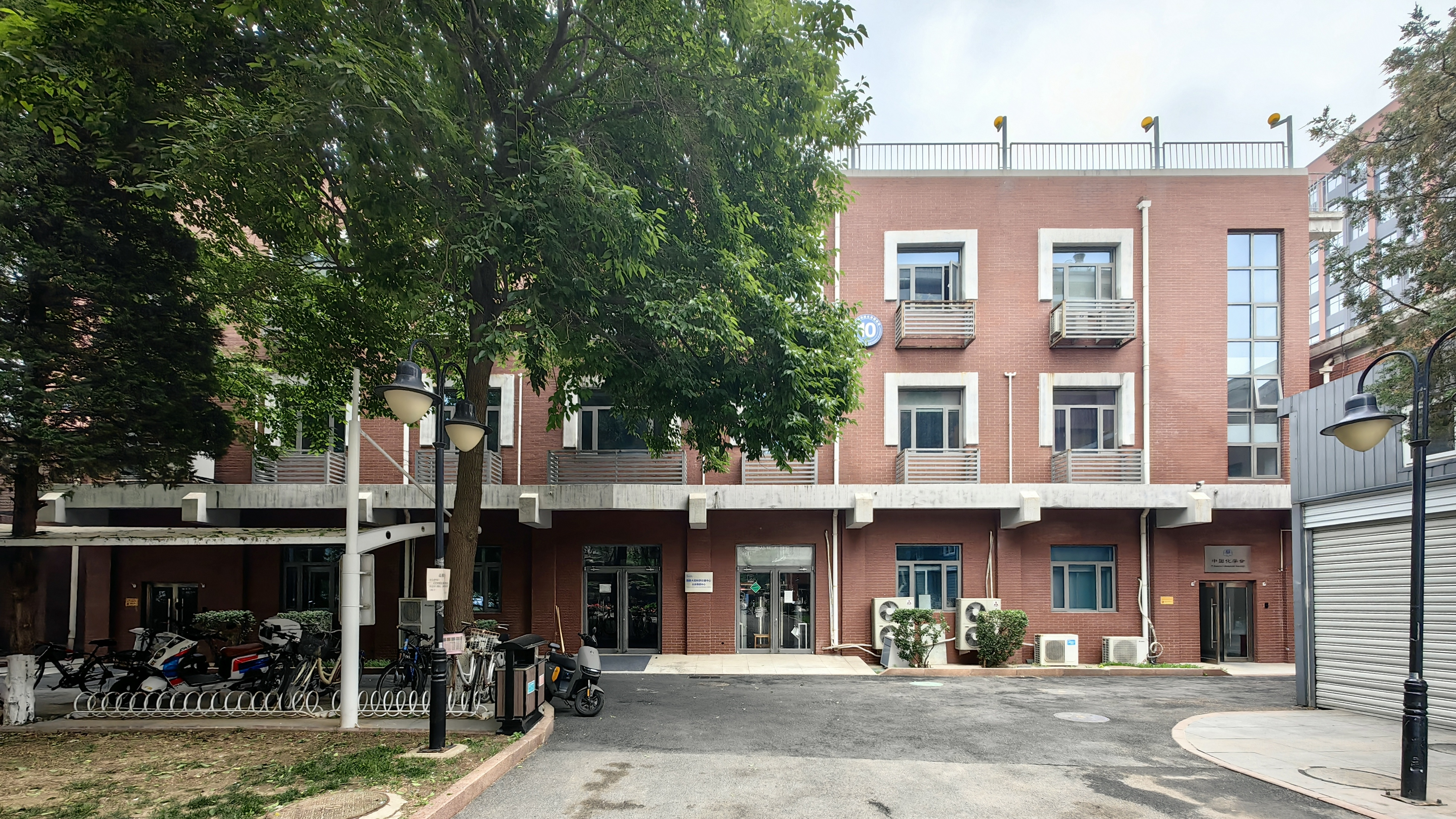
10号楼
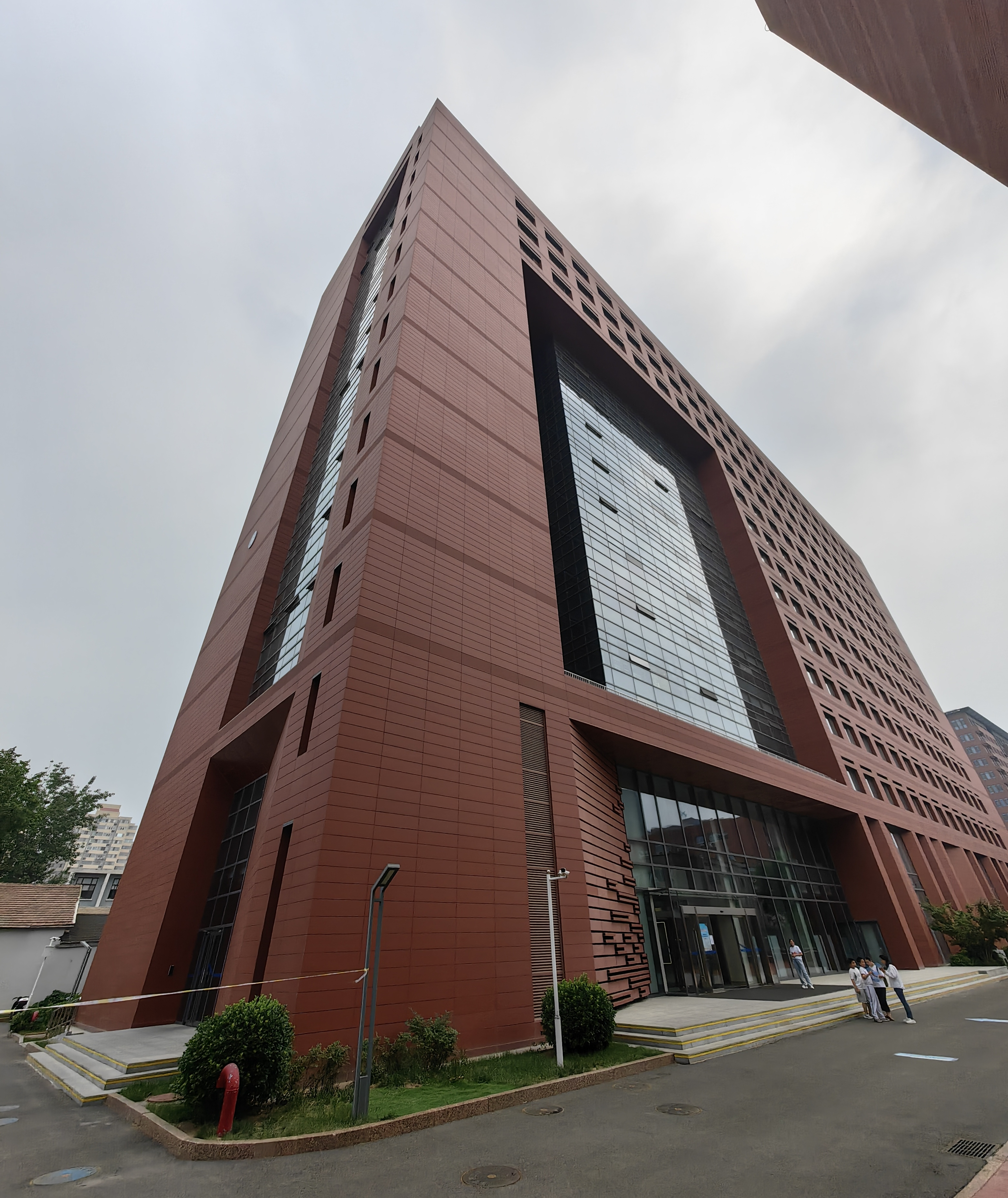
6号楼
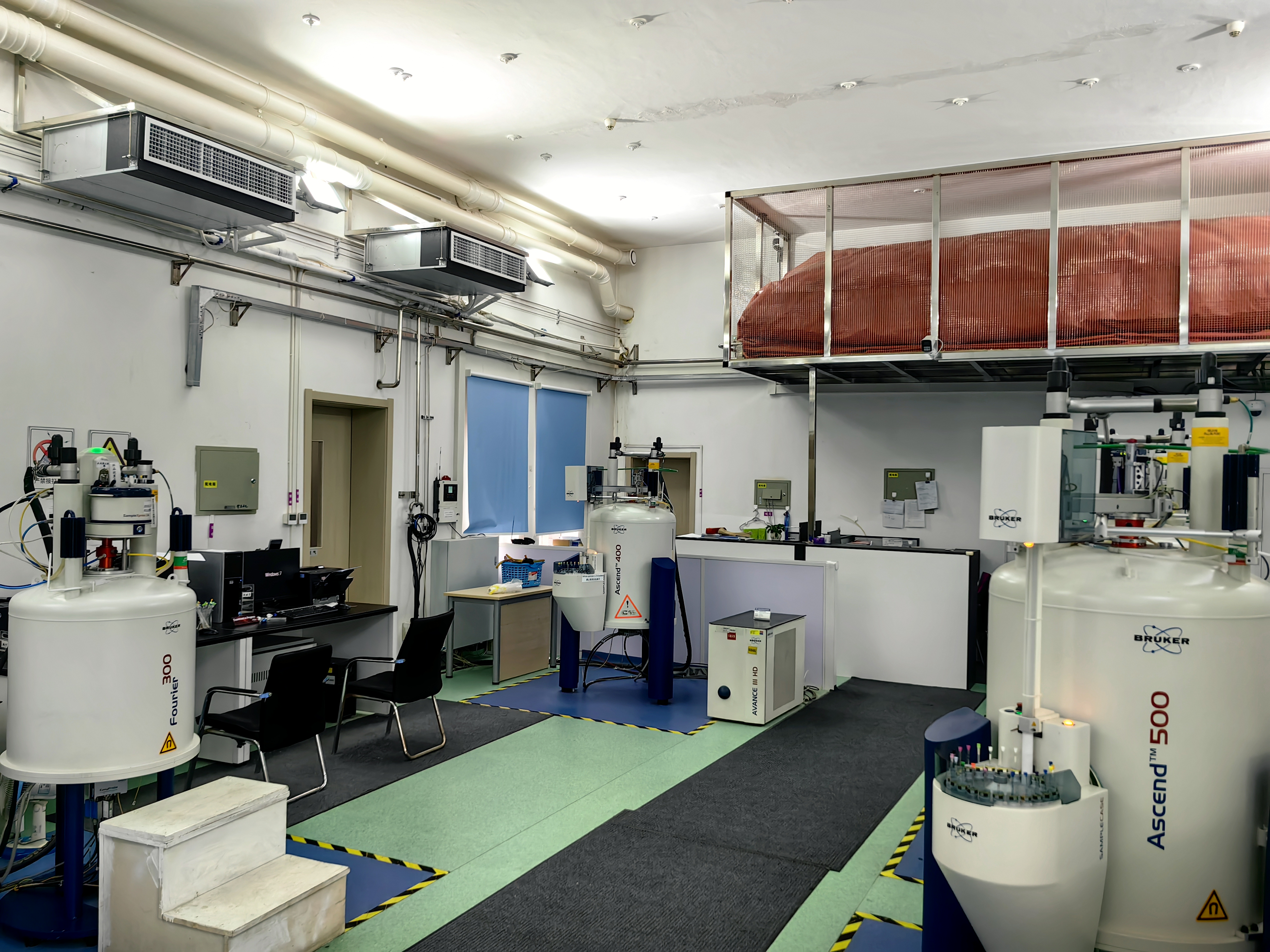
核磁室（8号楼1层）
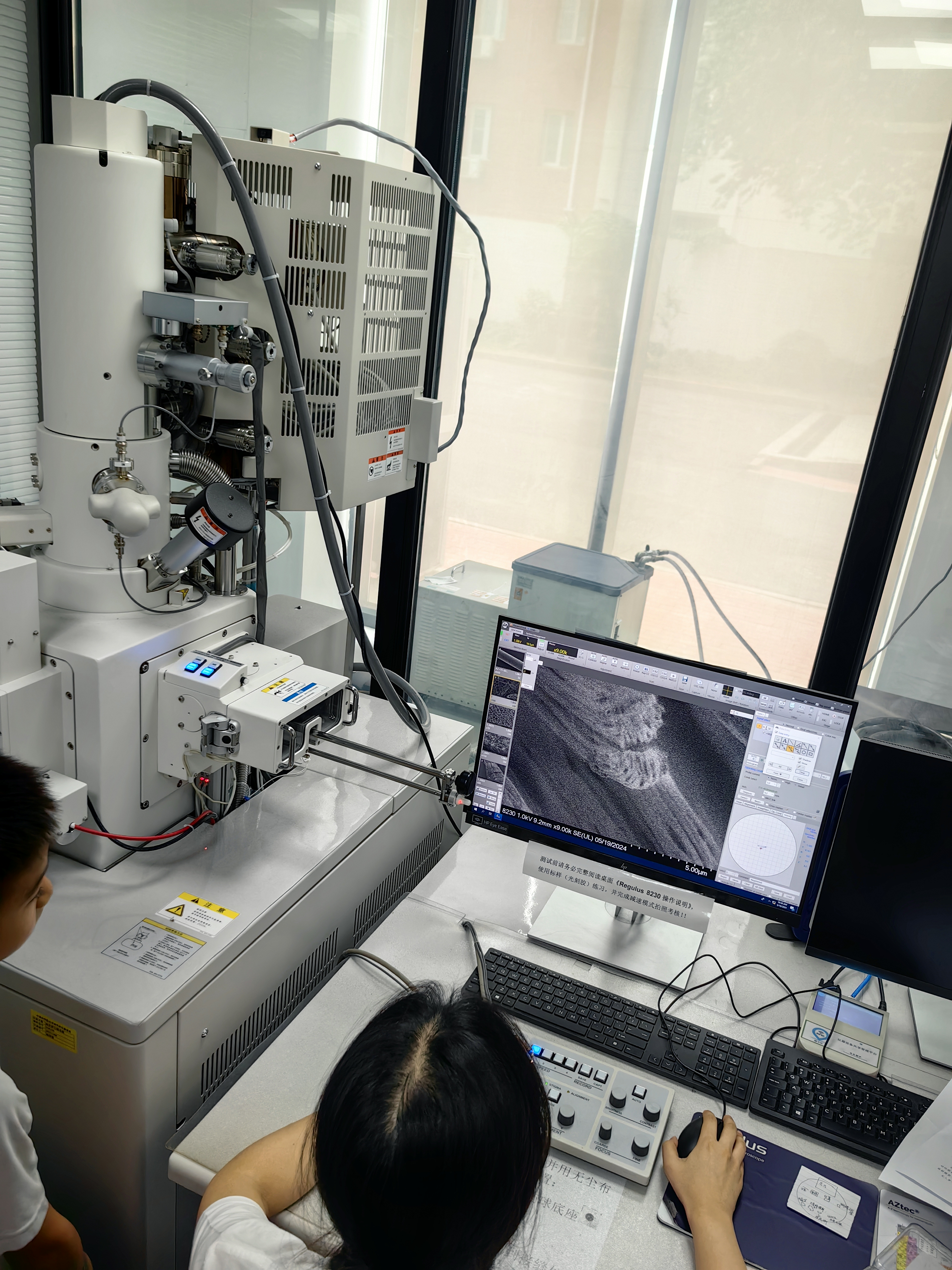
电镜室（6号楼102）
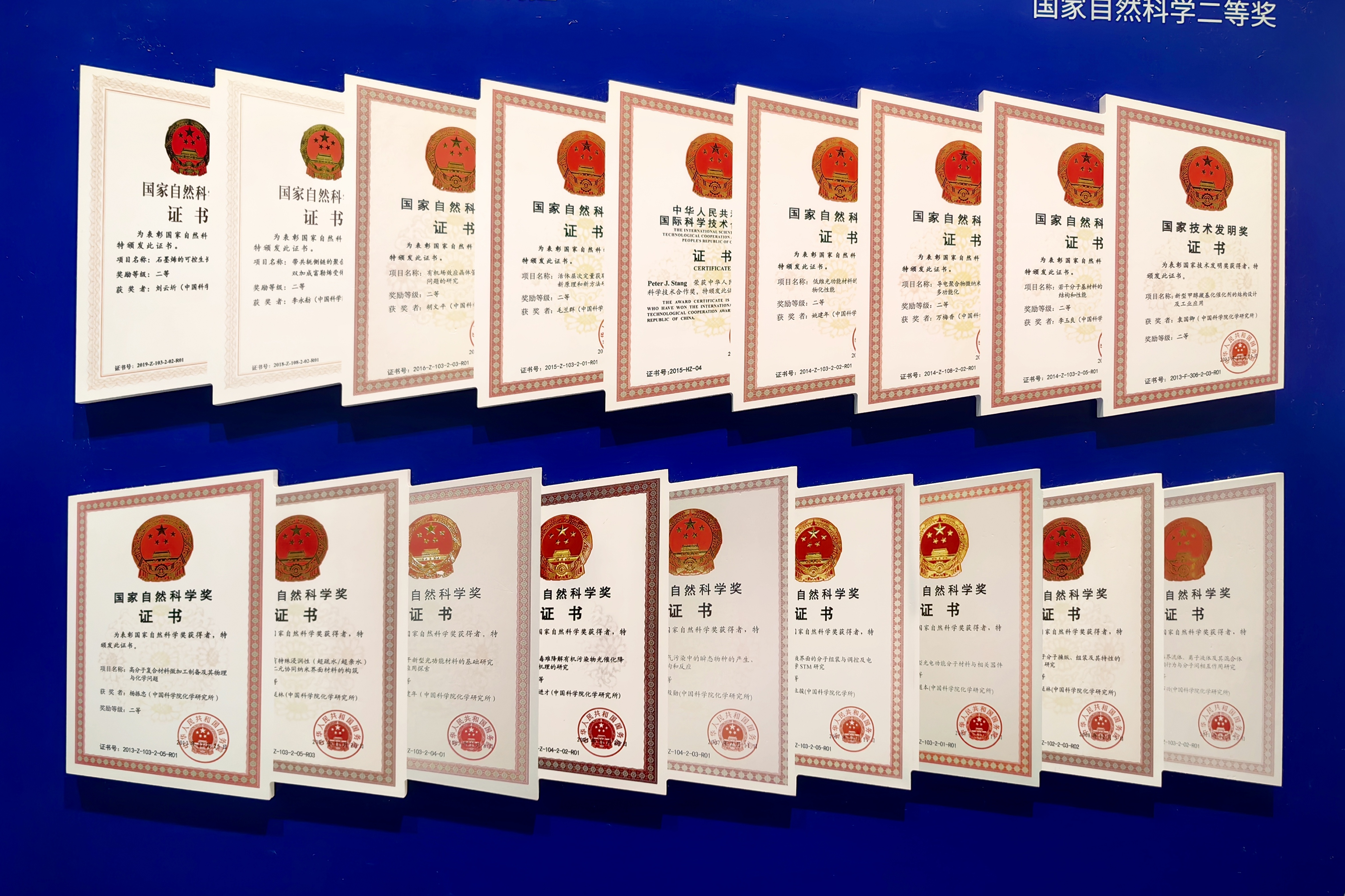
化学所所获的国家自然科学二等奖
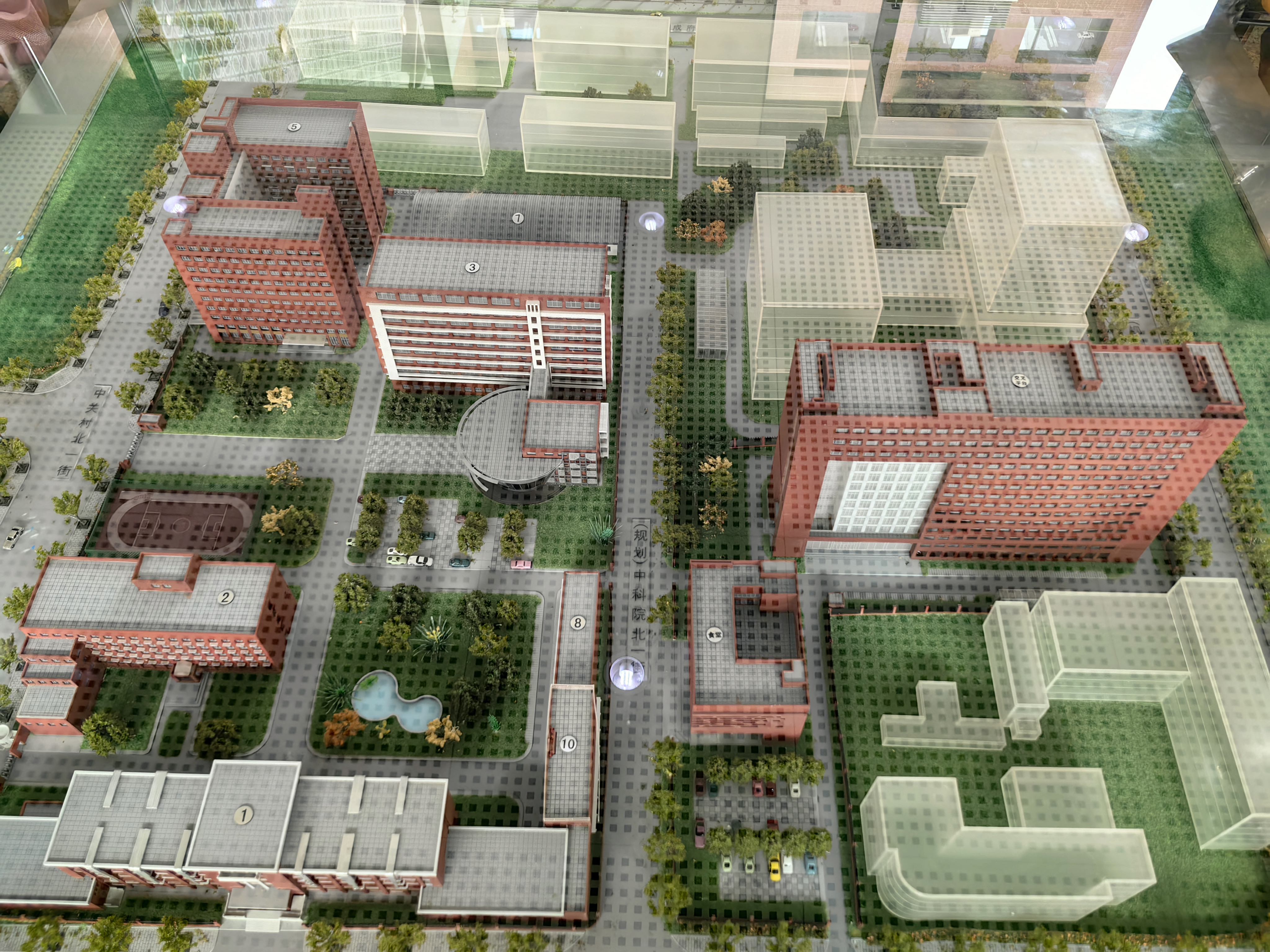
化学所建筑模型